# Phạm Thế Nhật
Phạm Thế Nhật (sinh ngày 15 tháng 2 năm 1991) là một cầu thủ bóng đá người Việt Nam hiện chơi ở vị trí hậu vệ cho câu lạc bộ Sông Lam Nghệ An. Anh từng thi đấu cho đội tuyển U-23 Việt Nam.